# Dolocosa dolosa
Dolocosa dolosa (O. P.-Cambridge, 1873) è un ragno appartenente alla famiglia Lycosidae.
È l'unica specie nota del genere Dolocosa.

## Distribuzione
L'unica specie oggi nota di questo genere è stata rinvenuta sull'isola di Sant'Elena.

## Tassonomia
Le caratteristiche di questi esemplari sono state descritte analizzando gli esemplari tipo Leaena dolosa O. P.-Cambridge, 1873.
Considerata sinonimo posteriore di Leaena=Arctosa C.L. Koch, 1847 a seguito di un lavoro di Guy del 1966.
Dal 1977 non sono stati esaminati altri esemplari, né sono state descritte sottospecie al 2016.